# Bernadeth
Bernadeth is een fictieve buitenaardse godin, gepubliceerd door DC Comics. Ze verscheen voor het eerst in Mister Miracle vol. 1 #6 (februari 1972) en ze werd gecreëerd door Jack Kirby.

## Karakter biografie
Als co-leider van de Female Furies, heeft Bernadeth beschikking tot de Fahren-knife dat haar slachtoffers van binnenuit verbrand. Als zus van de volgeling van Darkseid, Desaad, is Bernadeth geëerd en gevreesd door de bevolking van Apokolips. Zij was een van de eerste Furies die werd gerekruteerd, maar Bernadeth vond het vreselijk om geleid te worden door anderen. Toen Big Barda de aarde verliet om bij Mister Miracle te zijn, zag Bernadeth dit als haar kans om leider te worden van de Female Furies. Maar Darkseid beloonde Lashina met het leiderschap van de Furies. Op een missie om Glorious Godfrey terug te krijgen bij het team, verraadde bernadeth Lshina en zijn liet har blijven op de aarde. Doordit werd Bernadeth tijdelijk de leider van de Furies. Toen Lashina terugkwam met de Suicide Squad, versloeg ze bernadeth na een lang en hard gevecht. Darkseid werd kwaad op Lashina door het feit dat ze buitenstaanders naar Apokolips bracht, dus werd Lashina vermoord en liet ze Bernadeth opstaan uit de dood.
Nadat Lashina terug tot leven werd gebracht, accepteerde Bernadeth het feit dat ze het leiderschap moest delen. Bernadeth probeert altijd een fysiek gevecht, maar als het nodig is kan ze alles geven en vechten als de beste. In het verleden vocht ze tegen Superman, Sovereign Seven, Supergirl en Young Justice om er maar een paar te noemen. Recent werd Bernadeth samen met de andere Furies gezien op Apokolips toen ze de nieuwe recruut van Granny Goodness Precious aan het testen waren. Nadat ze Supergirl hadden gevangen, werd Bernadeth, samen met haar teammaten, verslagen door Wonder Woman en Big Barda.
Het meest recent werd ze gezien in Seven Soldiers: Mister Miracle mini-serie en in Hakwgirl.

## Bernadeth in andere media
- Bernadeth had geen optreden in Superman: The Animated Series, in tegenstelling tot haar teammaten, maar later werd ze wel gezien in Justice League Unlimited, waar ze met de Female Furies opnam tegen Virman Vunderbarr en Kanto.